# Lądowisko Siedlce-Szpital
Lądowisko Siedlce-Szpital – lądowisko sanitarne w Siedlcach, w województwie mazowieckim, położone przy ul. Poniatowskiego 26. Przeznaczone jest do wykonywania startów i lądowań śmigłowców sanitarnych i ratowniczych w dzień i w nocy o dopuszczalnej masie startowej do 5700 kg.
Zarządzającym lądowiskiem jest Mazowiecki Szpital Wojewódzki w Siedlcach Sp. z o.o. W roku 2014 zostało wpisane do ewidencji lądowisk Urzędu Lotnictwa Cywilnego pod numerem 270